# 奥尔良区
奥尔良区（法語：Arrondissement d'Orléans）是法国卢瓦雷省所辖的一个区。总面积2925.4平方公里，总人口446038，人口密度152人/平方公里（2018年）。主要城镇为奥尔良。

## 辖区
奥尔良区辖有121个市镇。